# Savigliano
Savigliano là một đô thị ở vùng Piedmont, Italia. Đô thị này thuộc tỉnh Cuneo, 32 dặm về phía nam của Torino bằng đường ray. Đô thị này nằm ở độ cao 1053 foot trên mực nước biển. Dân số là 19.893 người.